# Stance Punks
Stance Punks est un groupe de J-Punk japonais fondé en 1998. Le groupe est surtout réputé pour ses prestations en concert provoquant l'hystérie des fans depuis 2001. Ils sont surtout connus en France pour avoir signé le sixième opening (générique d'introduction) de l'anime Naruto (No boy no cry) ainsi que l'ending (générique de fin) du film Battle Royale 2 (Mayonaka shounen totsugeki dan). En 2008, leur chanson I wanna be est utilisée en générique de fermeture de l'anime  Soul Eater.
Avec une énergie phénoménale le groupe s'impose dans la musique et poursuit aisément les courants du punk-rock.

## Membres
- TSURU (chant)
- KINYA (guitare)
- TETSUSHI (basse)
- KAKI (batterie)

## Discographie
ALBUMS
- 2000.08.18 - 2000.5.4 Shimokitazawa yaneura (live ALBUM)
- 2001.10.26 - Stance Punks (mini ALBUM)
- 2002.08.21 - Stance Punks
- 2003.12.20 - Stance Punks (LP mini ALBUM)
- 2003.12.20 - Stance Punks (LP ALBUM)
- 2004.07.07 - LET IT ROLL
- 2005.07.20 - HOWLING IDOL ~Shinenakatta dengeki yarou~
- 2006.11.15 - BUBBLEGUM VIKING
- 2008.03.05 - BOMP!BOMP!BOMP ! (mini ALBUM)
- 2008.12.10 - PEACE & DESTROY
- 2010.02.03 - THE WORLD IS MINE

SINGLES
- 2002.04.10 - Kusottare kaihouku
- 2003.06.11 - Saitei saikou 999/Zassou no hana
- 2004.05.05 - Lost Boy's ★ March
- 2004.06.09 - 19roll
- 2005.03.24 - MONY MONY MONY
- 2005.06.08 - No Boy No Cry
- 2006.05.24 - Sheryl wa Blue
- 2006.08.02 - LET IT ROCK
- 2008.06.04 - I wanna be